# Cento canzoni da ricordare - vol.3
Cento canzoni da ricordare - vol.3, pubblicato nel 1992 su Musicassetta e CD, è un album discografico del cantante Mario Trevi.

## Il disco
L'album è una raccolta di brani napoletani classici interpretati da Mario Trevi, suddivisa in sei volumi. In questa serie di albums, Trevi affronta ancora una volta il repertorio classico napoletano, andando a riscoprire brani antecedenti agli anni cinquanta ed altri provenienti dal proprio repertorio degli anni sessanta, rendendoli attuali attraverso l'uso degli strumenti elettrofoni dell'epoca.
Gli arrangiamenti sono assegnati all'allora giovane M° Gigi D'Alessio.

## Tracce
1. Ammore amaro (Genta-Russo)
2. 'O limmo e 'o limone (Genta-Russo)
3. 'O balcone da simpatia (Genta-De Crescenzo)
4. Sott' 'o rilorge (Genta-Russo)
5. E' desiderio (Barrucci-Sasso-Esposito)
6. 'Mbraccio a ttè! (Marotta-Buonafede)
7. Nenna né (Genta-Russo)
8. Dint' 'o bosco (Bonagura-De Crescenzo)
9. 'O pirata (Alfieri-Palomba-Barrucci)
10. 'A voce 'e mamma (Genta-Russo)